# 이영호 (배우)
이영호(李永鎬, 1951년 ~ )는 대한민국의 연극배우이자 영화배우이다.

## 학력
- 홍익대학교 조소과
- 미국 뉴욕 스쿨 오브 비주얼 아트 영화학과

## 출연 작품
- 《겨울 연가》
- 《늑대의 호기심이 비둘기를 훔쳤다》
- 《지옥의 링》
- 《레테의 연가》
- 《서울황제》 - 하객들 역
- 《미스 김》
- 《그 해 겨울은 따뜻했네》
- 《첫사랑은 못잊어》
- 《내일 있는 청춘》
- 《그들은 태양을 쏘았다》
- 《낮은 대로 임하소서》 - 안요한 역
- 《바람 불어 좋은 날》 - 춘식 역
- 《수녀》
- 《슬픔은 이제 그만》
- 《마지막 겨울》
- 《청색시대》
- 《젊은 도시》
- 《진짜 진짜 잊지마》
- 《내 마음 나도 몰라》
- 《황토》
- 《사랑의 계절》
- 《마지막 포옹》
- 《그래 그래 오늘은 안녕》
- 《황토》
- 《호랑이 아줌마》
- 《울지 않으리》
- 《어제 내린 비》
- 《몸 전체로 사랑을》
- 《말썽난 총각》
- 《태양은 늙지 않는다》
- 《팔도 사나이》
- 《어느 지붕 밑에서》 - 본사 과장 역
- 《겨울 부인》
- 《미워도 다시 한번 2》
- 《엄마의 일기》
- 《맏이》

## 방송 진행
- 2011년 ~ 2018년 KBS 제3라디오 《우리는 한가족》

## 수상 경력
1982년 제18회 《백상예술대상》 영화부문 남자 신인연기자상 《낮은 대로 임하소서》